# LK (着陸船)

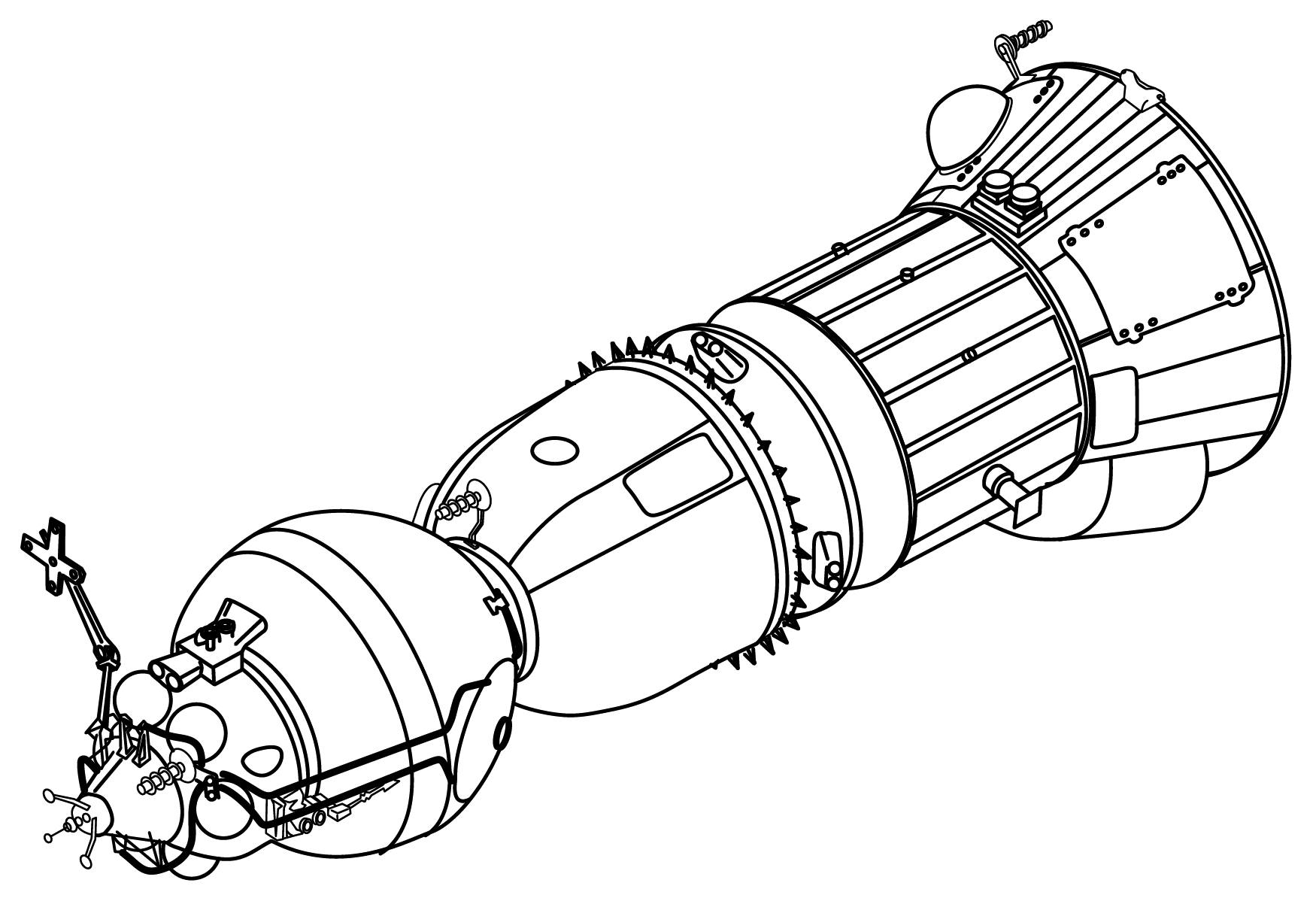
LOK

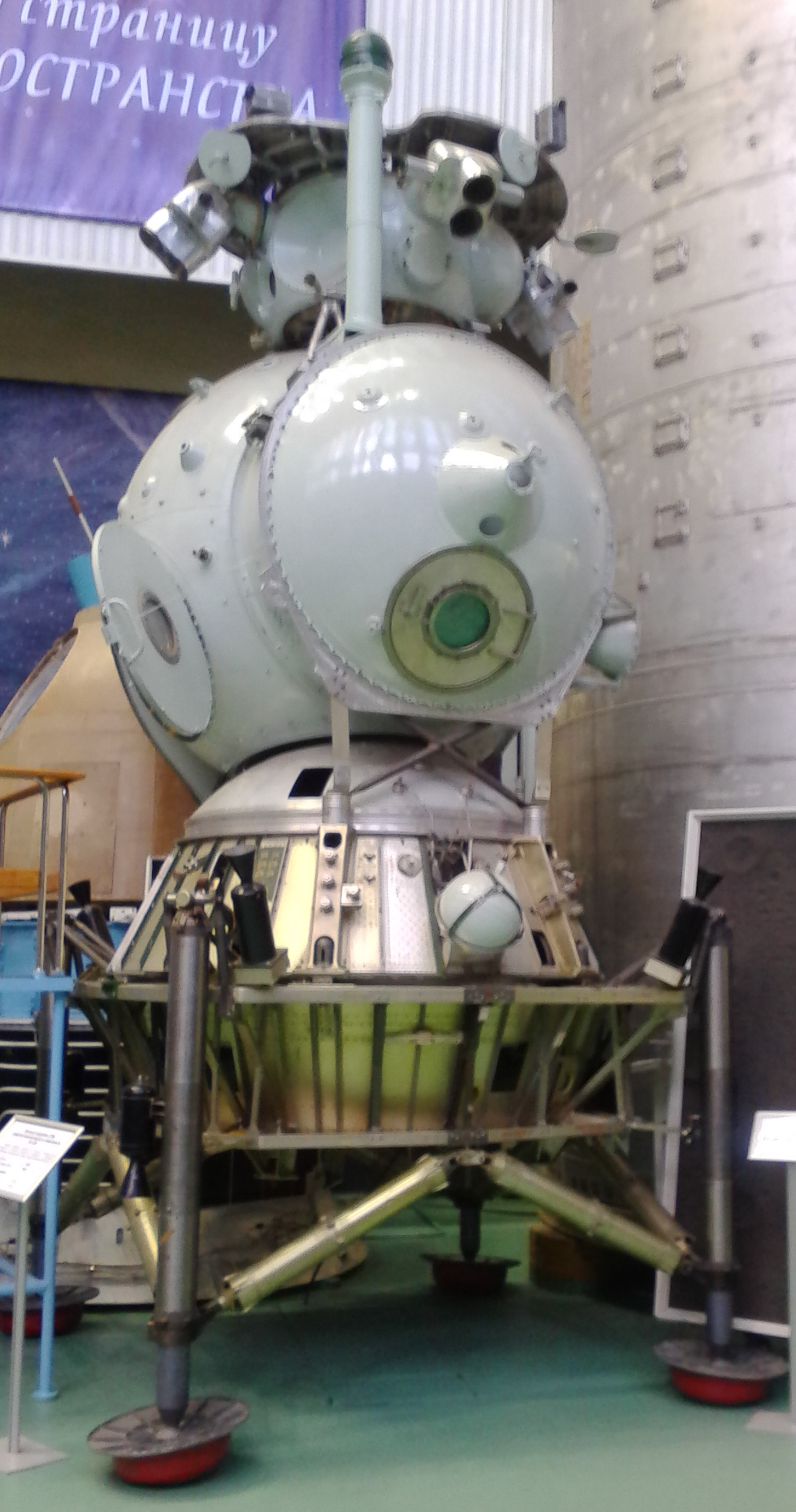
LK着陸船の試験機

LK（Lunniy Korabl ）はソ連の有人月旅行計画の一環として開発されたソ連の月着陸船で、アメリカの月着陸船（LM）に相当する。ソ連はアメリカより先に、このLKによってソ連の宇宙飛行士を月面着陸させ、ムーン・レースに勝利する予定だった。LK の開発は成功し、地球軌道上での試験が成功裏に終わっている。しかし、N1ロケットの開発に失敗したことから、月に送られることは1度もなかった。

## 概要
RD-858と予備のRD-859で構成される下降時の逆噴射と上昇時の推進を兼ねる11D40推進装置を備える。

## LKとLMの比較
ソ連のN1ロケットは月までのペイロード能力がアメリカのサターンVに比べ70%しかなかったので、LK は多くの点でアポロ月着陸船（LM）と異なっている。
- LKの重量はLMの約3分の1。
- LMが2名搭乗可能なのに対して、LKは1名のみ。
- LMのようなドッキングトンネルを持たない。宇宙飛行士はLOK (Soyuz 7K-L3)のコマンド船とLK間を移動するには、宇宙遊泳を行う必要があった。
- 月軌道を離脱する際と降下を始める際、LKは同じブレーキングステージ、ブロックDを使用した。対してLMは着陸ステージエンジンを使用する。
- LKでは、月軌道で高度100km、100 m/sからの最終減速にはブロックE（英語版）ステージが用いられる。これは月軌道へ復帰する際にも上昇ステージとしても用いられる。一方LMの着陸ステージは着陸専用で、上昇には用いられない。

## コロリョフのN1-L3プラン

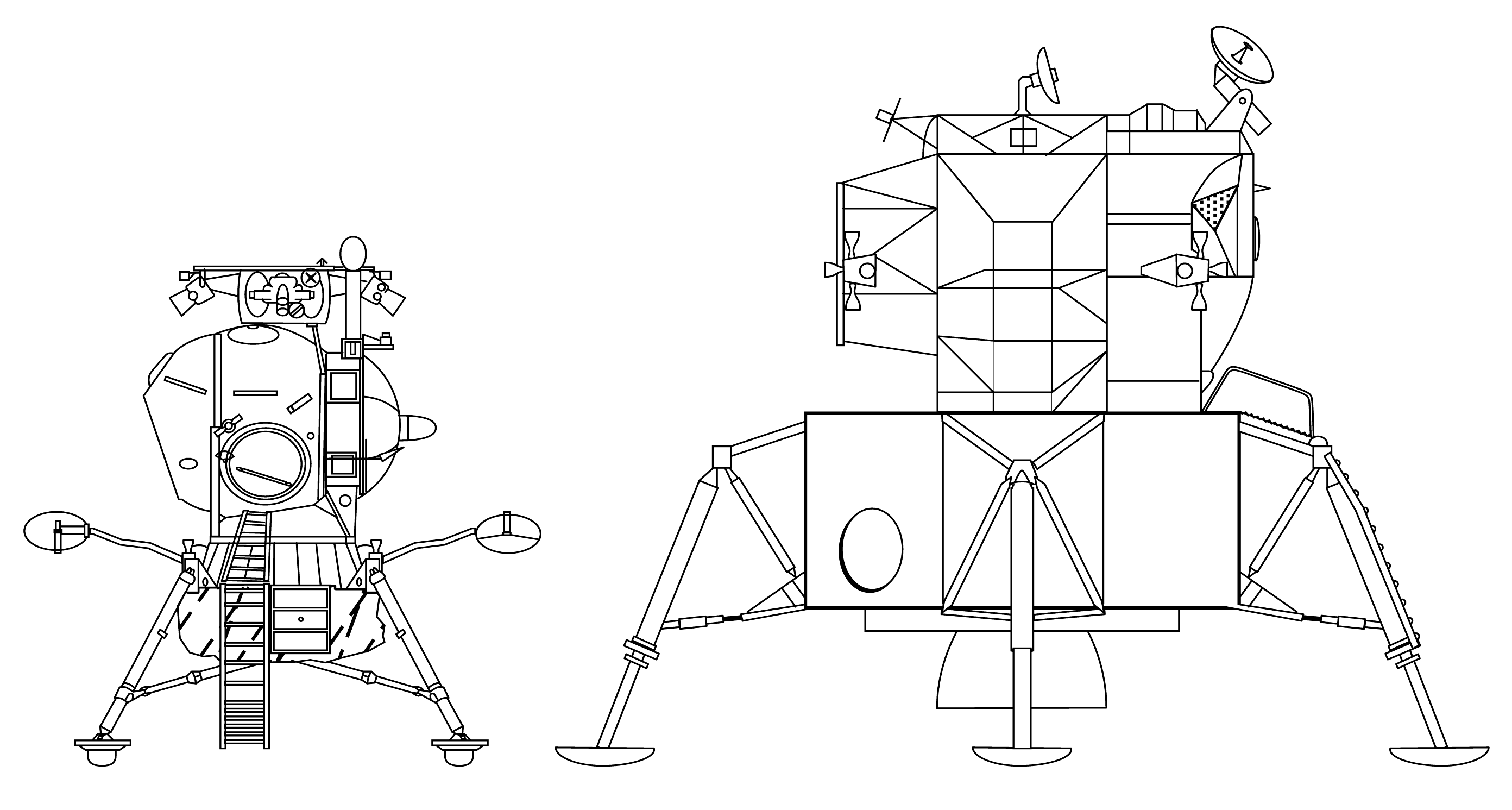
LK（左）とLM（右）の比較

セルゲイ・コロリョフの有人月面着陸の最終プランはアポロ計画と同じ、月軌道ランデブーの手法を採用していた。
ソユーズの改良型、LOK (Soyuz 7K-L3)コマンド船（Lunniy Orbitalny Korabl）が2名のクルーを運び、LKと共に月軌道に向かう。その後、クルーの1人がLOKからLKに向かうため宇宙遊泳を行い、LKに入ったらブロックDステージをLOKから分離させる。
ブロックDステージは燃料を使い果たすとLKから分離され、LKはLK自身のエンジンによって月に軟着陸を果たす。元々の計画では、先にルナ計画の無人探査機が着陸を行い、LKのためにビーコンを発信することになっていた。着陸した宇宙飛行士は月の石を集め、ソ連の旗を揚げただろう。
月着陸から1日後、重量節約のため、着陸の際に使用したLKのエンジンが再び点火される。この時LKの足の部分が発射台として使用される。月軌道に戻って、LOKと自動ドッキングを行った後、宇宙飛行士は月のサンプルをもってLOKに乗り込むため再度宇宙遊泳を行う。使用済みとなったLKは放棄され、LOKは地球に帰還するためにエンジンの点火を行う。

## 試験
LKはコスモス379号、コスモス398号、コスモス434号として地球軌道上にて3度無人試験が行われた。最初の試験は1970年11月24日、2度目は1971年2月26日、3度目は1971年8月12日に行われた。3回の試験は全てソユーズLロケットによって打ち上げられた。初の試験は計画していたブロックEの作業サイクルを模擬実行し、2、3回目の試験ではフライト異常下にあるLKの挙動をテストする目的だった。これらの試験は成功し、LKはいつでも使用できると考えられた。

## 計画のキャンセル
1969年、アポロ11号の成功によって、アメリカはムーン・レースに勝利した。このことはソ連の月計画にとって致命的な打撃となったが、計画は1970年代前半まで続いた。4基全てのN1ロケットの失敗によって、ソビエトはいくつかの点で世界初となる宇宙ステーションの開発、そして長期の火星探査計画に力を注ぐことにした 。
LKのレプリカはかつてディズニーランド・パリに飾られていた。